# Tomini
Tomini oder Tialo ist eine in Zentralsulawesi in Moutong, Tomini und Tinombo gesprochene Sprache. Sie gehört zu den malayo-polynesischen Sprachen innerhalb der austronesischen Sprachen.